# Mazzy Star
Mazzy Star est un groupe de rock alternatif américain, originaire de Santa Monica, en Californie. Il est formé en 1989 à partir du groupe Opal, composé alors du guitariste David Roback et de la bassiste-chanteuse Kendra Smith. À la suite du départ de Kendra Smith durant  leur tournée Happy Nightmare Tour,, Roback fait appel à une de ses amies, Hope Sandoval pour achever la tournée d'Opal en tant que chanteuse principale. Cette nouvelle collaboration sera définitivement scellée sous le nom de Mazzy Star.
Mazzy Star est connu pour son tube Fade into You qui participa au succès du groupe durant la moitié des années 1990, et assure sa visibilité sur MTV, VH1, et les programmations radio. Leur dernier album studio, sorti en septembre 2013 sous le titre de Seasons of Your Day (label Rhymes of An Hour), reçut un accueil favorable des critiques (note de 76/100 sur 25 avis dans Metacritic).
David Roback meurt le 25 février 2020.

## Biographie

### Opal et Paisley Underground (1981–1987)
Mazzy Star est ancré dans le mouvement Paisley Underground du début des années 1980. David Roback, et son frère Steven, sont deux des principaux architectes du groupe psychédélique de Los Angeles Rain Parade,. Quittant le groupe après un premier album, David fonde Clay Allison en 1983 avec son ex-compagne (ex-Dream Syndicate), la bassiste Kendra Smith,. Peu après la sortie du single double face-A Fell From the Sun/All Souls, Clay Allison se rebaptise Opal et publie l'album Happy Nightmare Baby chez SST le 14 décembre 1987. Avec Roback comme catalyseur musical, Opal devient précurseur direct de Mazzy Star musicalement parlant.

### Création et Rough Trade (1988–1990)
Malgré le départ de Smith, Rough Trade retient le contrat de Roback, qui l'oblige à faire une suite au premier album d'Opal. De ce fait, Roback et Sandoval continuent de tourner sous le nom d'Opal alias pendant les deux années suivantes, durant lesquelles ils enregistrent l'album Ghost Highway.  Composé de morceaux écrits par Roback et Smith, Sandoval explique ne pas être satisfaite de ces morceaux, et voulait créer quelque chose de nouveau. Le duo compose et enregistre rapidement sept nouveaux morceaux aux Hyde Street Studios de San Francisco, et rebaptise le groupe Mazzy Star. Le morceau Ghost Highway est le premier du groupe à ne pas faire participer Sandoval, et une autre chanson de l'album, Give You My Lovin' est écrite par la guitariste de Going Home, Sylvia Gomez, et d'abord enregistrée par Sandoval et Gomez au milieu des années 1980.
She Hangs Brightly est publié en avril 1990 chez Rough Trade et, bien qu'il ne soit pas un succès commercial immédiat, il popularise le duo sur les chaînes de radio de rock alternatif avec le single Blue Flower – une reprise de Slapp Happy – qui atteint la 29e place des Billboard Modern Rock Tracks. L'album se vendra à 70 000 exemplaires au Royaume-Uni.

### Capitol (1990–1997)
La branche américaine Rough Trade met la clé sous la porte à la fin des années 1990, laissant temporairement Mazzy Star sans label. En quelques semaines, le contrat du groupe est racheté par Capitol Records, qui rééditera She Hangs Brightly le 4 novembre 1990, et publiera la suite, So Tonight That I Might See, le 27 septembre 1993. Un an après sa sortie, l'album comprend un single au succès inespéré, Fade into You qui atteint la 44e place des Billboard Hot 100 et la troisième des Modern Rock Tracks. Le 19 avril 1995, l'album est certifié disque de platine par la RIAA pour un million d'exemplaires vendus. L'album, classé 68e au Royaume-Uni, est certifié disque d'argent par la BPI le 22 juillet 2013 pour 60 000 exemplaires vendus. Après le succès de Fade into You, le morceau Halah de She Hangs Brightly atteint la 19e place des Billboard Modern Rock Tracks. En 1995, She Hangs Brightly est certifié disque d'or par la RIAA pour plus de 500 000 exemplaires vendus.
Leur dernier album chez Capitol, Among My Swan, est publié le 29 octobre 1996. Atteignant la 68e place du Billboard 200 et comptant, en septembre 2001, 214 000 exemplaires vendus aux US, l'album moins bien vendu que ses prédécesseurs. Le groupe effectue une tournée américaine et européenne de cinq mois, après quoi Sandoval et Roback commencent à écrire de nouveaux morceaux.

## Apparitions
On peut entendre notamment la chanson Fade into You de l'album So Tonight That I Might See dans l'épisode 1 de la saison 1 de la série télévisée Desperate Housewives, dans l'épisode 7 de la saison 4 de la série télévisée Fringe, dans l'épisode 6 de la saison 2 de la série télévisée FBI : Portés disparus, dans l'épisode 4 de la saison de la série télévisée Journal d'une ado hors norme et dans la série télévisée Ray Donovan, dans l’épisode 1 de la saison 5.
Au cinéma, le morceau apparaît dans le film Lord of War avec Nicolas Cage.
Le morceau apparaît également dans l'épisode 12 de la saison 5 d'American Horror Story.
Le titre Look On Down from The Bridge illustre la fin de l'épisode 4 de la saison 1 de la série télévisée Les Soprano. On peut aussi l'entendre à la fin de l'épisode 6 de la saison 1 mais également dans l'épisode 5 de la saison 7 de la série d'animation américaine Rick et Morty.
C'est aussi la chanson Into Dust de l'album So Tonight That I Might See, qui accompagne l'épisode 3 de la saison 3 de Dr House, l'épisode 5 de la saison 4 de Charmed, l'épisode 14 de la saison 1 de Standoff : Les Négociateurs, ainsi que les épisodes 1 et 7 de la saison 1 de Newport Beach. Le titre est aussi inclus dans la bande-annonce du jeu vidéo Gears of War 3, et dans l'épisode 3 de la saison 1 de Rectify. Il en va de même pour l'épisode 1 de la saison 1 de la série américaine The Night of. Ce morceau conclut aussi le dernier épisode de la saison 3 de The Handmaid's Tale et apparaît également dans l'épisode 2 de la saison 1 de la série The English en 2023.
Le titre Flowers in December (en) apparaît dans Rencontre à Wicker Park. La chanson Happy est également présente dans le film Down in the Valley, dans lequel figure Edward Norton. En France, Be My Angel est un des morceaux récurrents de la série Scalp diffusée en 2008 sur Canal+. Hope Sandoval prête sa voix au titre Asleep From Day des Chemical Brothers qu'a choisi Air France pour sa publicité. Une erreur très répandue consiste à attribuer à Mazzy Star une reprise de Wild Horses des Rolling Stones, tandis qu'en réalité cette reprise est l'œuvre du groupe anglais The Sundays. En 2011, le duo se reforme le temps de sortir un double single disponible en format numérique et 7 pouces : Common Burn/Lay Myself Down.
Le titre Tell Me Now est enregistré pour la B.O du film Batman Forever sorti en 1995.

## Membres
- Hope Sandoval - chant
- David Roback - guitare
- Jill Emery - basse
- Keith Mitchell - batterie
- Suki Ewers
- William Cooper - piano, violon

## Discographie
- 1990 : She Hangs Brightly
- 1993 : So Tonight That I Might See
- 1996 : Among My Swan
- 2013 : Seasons of Your Day

## Singles
| Année | Titre         | Position   | Position       | Position           | Position | Album                       |
| Année | Titre         | US Hot 100 | US Modern Rock | US Mainstream Rock | UK       | Album                       |
| 1990  | Blue Flower   | -          | #29            | -                  | -        | She Hangs Brightly          |
| 1994  | Fade into You | #44        | -              | -                  | -        | So Tonight That I Might See |